# イングリート・ノル
イングリート・ノル（Ingrid Noll、1935年9月29日 - ）は、ドイツの小説家、推理作家。女性。上海生まれ。ドイツ南部のヴァインハイム在住。
1991年、55歳で推理作家デビューし、ベストセラーを連発。ドイツ・ミステリ界への貢献が評価され、2005年にドイツ語圏の推理作家協会「シンジケート」からグラウザー名誉賞が贈られた。

## 略歴
父が南京で医師をしており、1949年にドイツに戻るまでは学校にも行かず両親から教育を受けた。ボン大学ではドイツ文学と美術史を学んだ。
結婚し主婦として生活していた1991年、『特技は殺人』（原題『雄鶏は死んだ』 Der Hahn ist tot）を発表し55歳で小説家デビュー。このデビュー作は発売してすぐにベストセラーとなり、続いて1993年に発表した第二作『わたしの愛した男たちの首』（未訳 Die Häupter meiner Lieben）ではドイツ語圏の年間最優秀の長編ミステリに与えられるフリードリヒ・グラウザー賞を受賞した。1994年発表の第三作『女薬剤師』はドイツの週刊誌『シュピーゲル』のベストセラーランキングに77週間連続でランクインし、1997年には映画化もされた。
2005年にはグラウザー名誉賞を受賞。その後も新作を発表し続けている。

## 日本語訳作品
- 女薬剤師 （訳：平野卿子、1996年9月、集英社、ISBN 4087732576）（Die Apothekerin (1994)）
- 特技は殺人 （訳：平野卿子、2000年7月、集英社、ISBN 4087603806）（Der Hahn ist tot (1991)） - デビュー作